# Linka 5 (metro v Paříži)
Linka 5 je jednou z linek pařížského metra a v systému MHD je značena oranžovou barvou. Spojuje stanici Bobigny – Pablo Picasso na severovýchodním okraji Paříže se stanicí Place d'Italie v jižní části města. Linka je dlouhá 14,6 km, má 22 stanic a ročně přepraví 86 miliónů cestujících.

## Historie
První část linky byla uvedena do provozu 2. června 1906. Jednalo se o úsek z Place d'Italie do stanice Gare d'Austerlitz (tehdy se jmenovala Gare d'Orléans). 13. července 1906 byla linka rozšířená severním směrem do stanice Quai de la Rapée (tehdy se stanice jmenovala Place Mazas) a o několik dní později 28. července k nádraží Gare de Lyon do stejnojmenné stanice. Ovšem už 17. prosince téhož roku byl tento jednokolejní úsek pro osobní dopravu zrušen a linka prodloužena dále severním směrem do stanice Jacques Bonsergent (tehdy pod jménem Lancry).

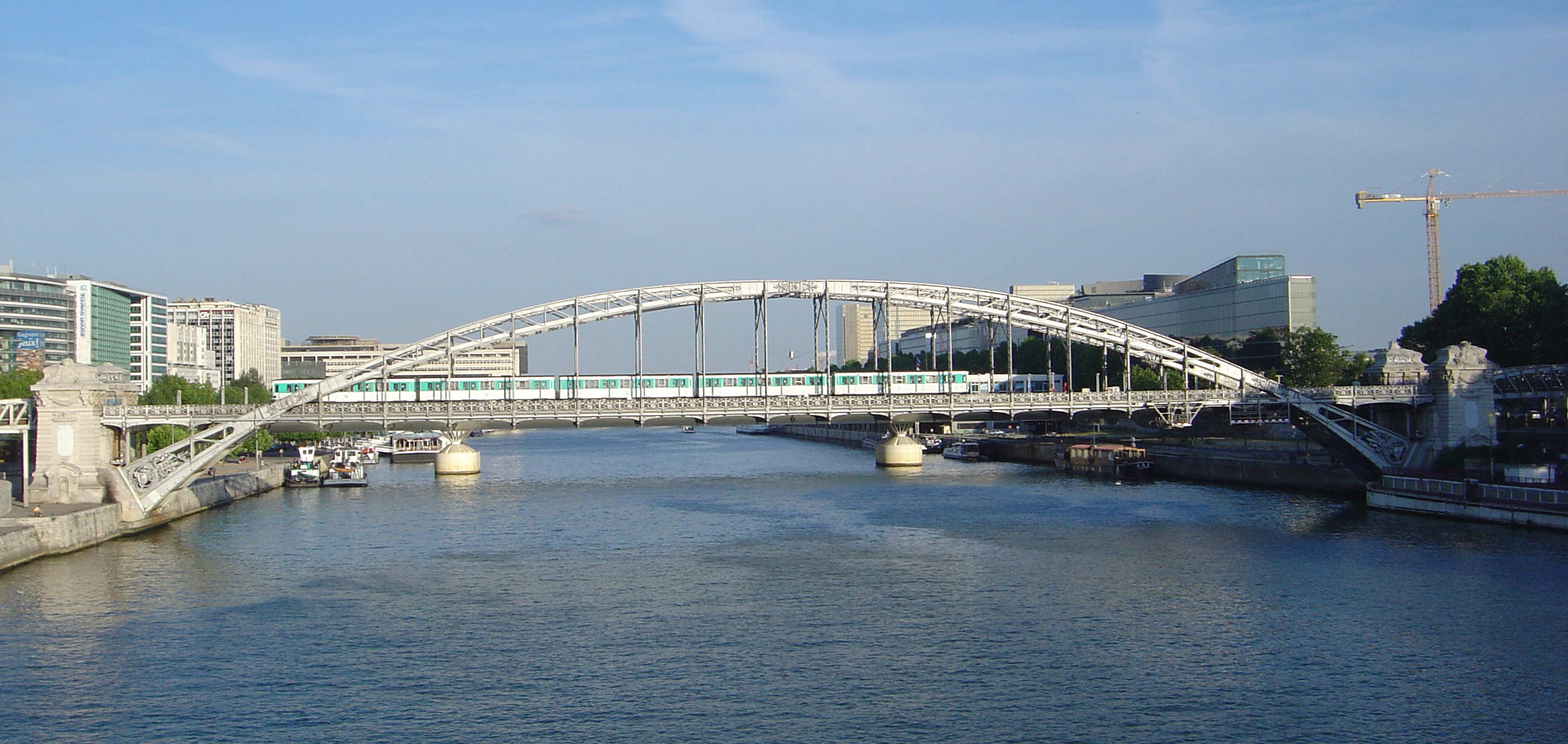
Viaduc d'Austerlitz pro linku 5

Nejnákladnější stavbou na tomto úseku byl Viaduc d'Austerlitz, po kterém jezdí přes Seinu spoje mezi stanicemi Gare d'Austerlitz a Quai de la Rapée. Je vyroben z ocele a jeho rozpětí činí 140 metrů, což byl tehdy rekord mezi pařížskými mosty. Koleje leží 11 metrů nad hladinou řeky. Výstavba trvala od listopadu 1903 do prosince 1904. Po dokončení byl most opatřen sochami. Konstrukce mostu byla v roce 1936 posílena použitím 1 490 000 cm3 ocele, aby se umožnil průjezd těžších vozů.
Dne 14. října 1907 byla dosavadní linka 2 Sud mezi stanicemi Étoile a Place d'Italie připojena k lince 5. Dne 15. listopadu 1907 byla linka 5 prodloužena od Lancry k nádraží Gare du Nord, kde končila ve stanici Gare du Nord USFRT. Později byla stanice Gare du Nord přestavěna tak, aby se zde mohla posléze napojit i linka 5 a mohla se tak rozšířit dále na sever.
V roce 1939 se započalo se stavbou dalšího úseku do stanice Église de Pantin. Protože však vypukla druhá světová válka, práce se protáhly. Válka se rovněž projevila uzavřením stanice Arsenal dne 2. září 1939. Stanice už nebyla nikdy otevřena.
6. října 1942 bylo otevřeno nástupiště na stanici Gare du Nord a 12. října byla linka odtud prodloužena po stanici Église de Pantin. Dosavadní stanice Gare du Nord USFRT tak byla pro osobní přepravu zrušena.
Z důvodu přílišné délky nové linky bylo rozhodnuto rovněž od 12. října 1942 úsek linky Étoile ↔ Place d'Italie (bývalá linka 2 Sud) opět odpojit od linky 5 a přičlenit ji k lince 6, která do té doby vedla jen v úseku Place d'Italie ↔ Nation.
25. dubna 1985 byla linka naposledy rozšířená od Église de Pantin po současnou konečnou Bobigny – Pablo Picasso.

## Další rozvoj
Prodloužení trati na jih až k Place de Rungis s dalšími stanicemi je zařazeno do plánu na roky 2021–2027. Toto rozšíření je technicky náročné, neboť na Place d'Italie, kde trať bude křížit linku 6, jsou v současné době obě linky v podzemí na stejné úrovni.
Také severozápadní větev se dočká rozšíření. Jednak by v letech 2014–2020 měla vzniknout nová stanice Bobigny – la Folie mezi současnými stanicemi Bobigny – Pablo Picasso a Bobigny – Pantin – Raymond Queneau, kde by byl umožněn přestup na železnici, a dále se předpokládá prodloužení linky do stanice Mairie de Drancy.

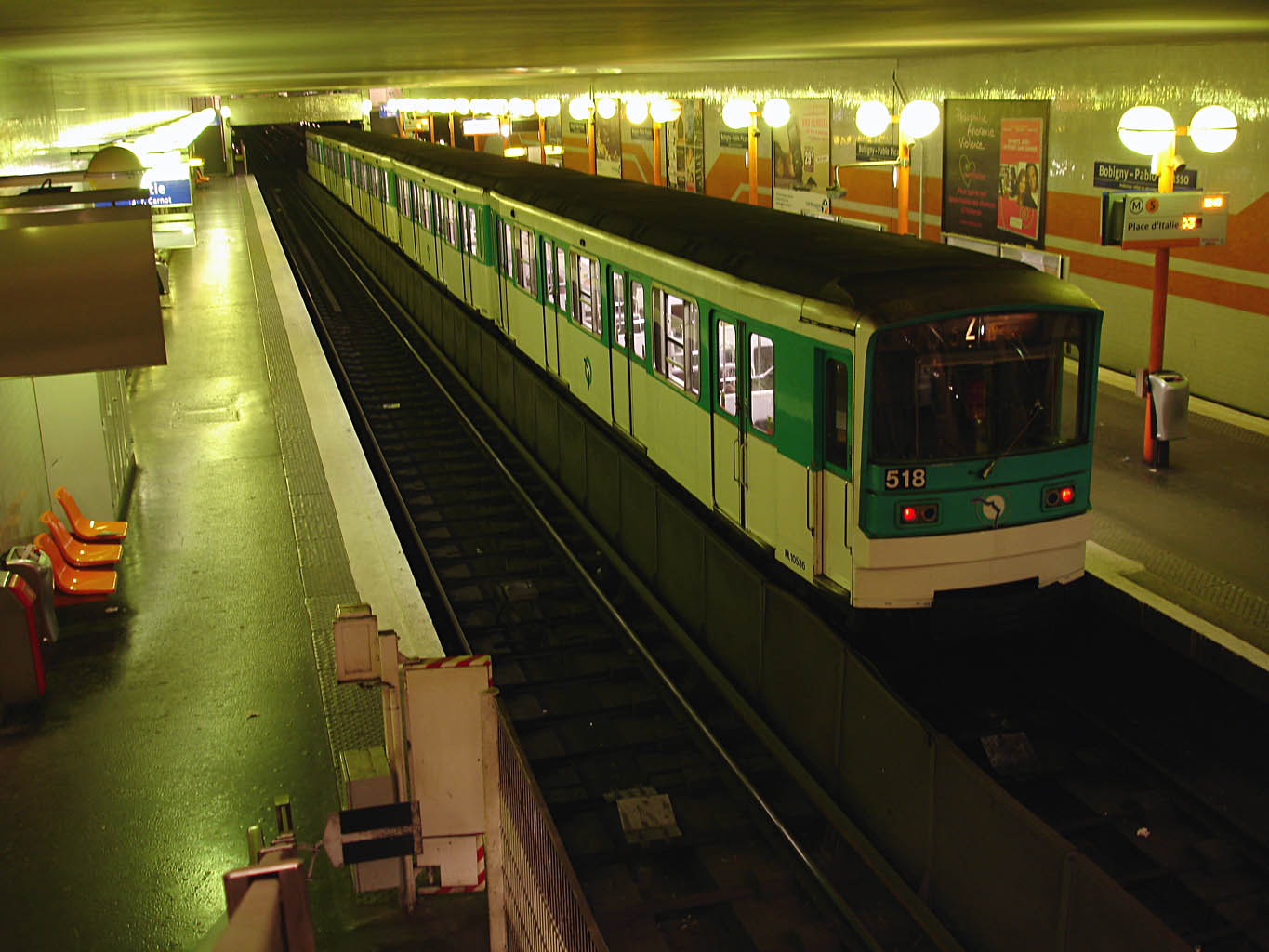
Vlak v konečné stanici Bobigny – Pablo Picasso

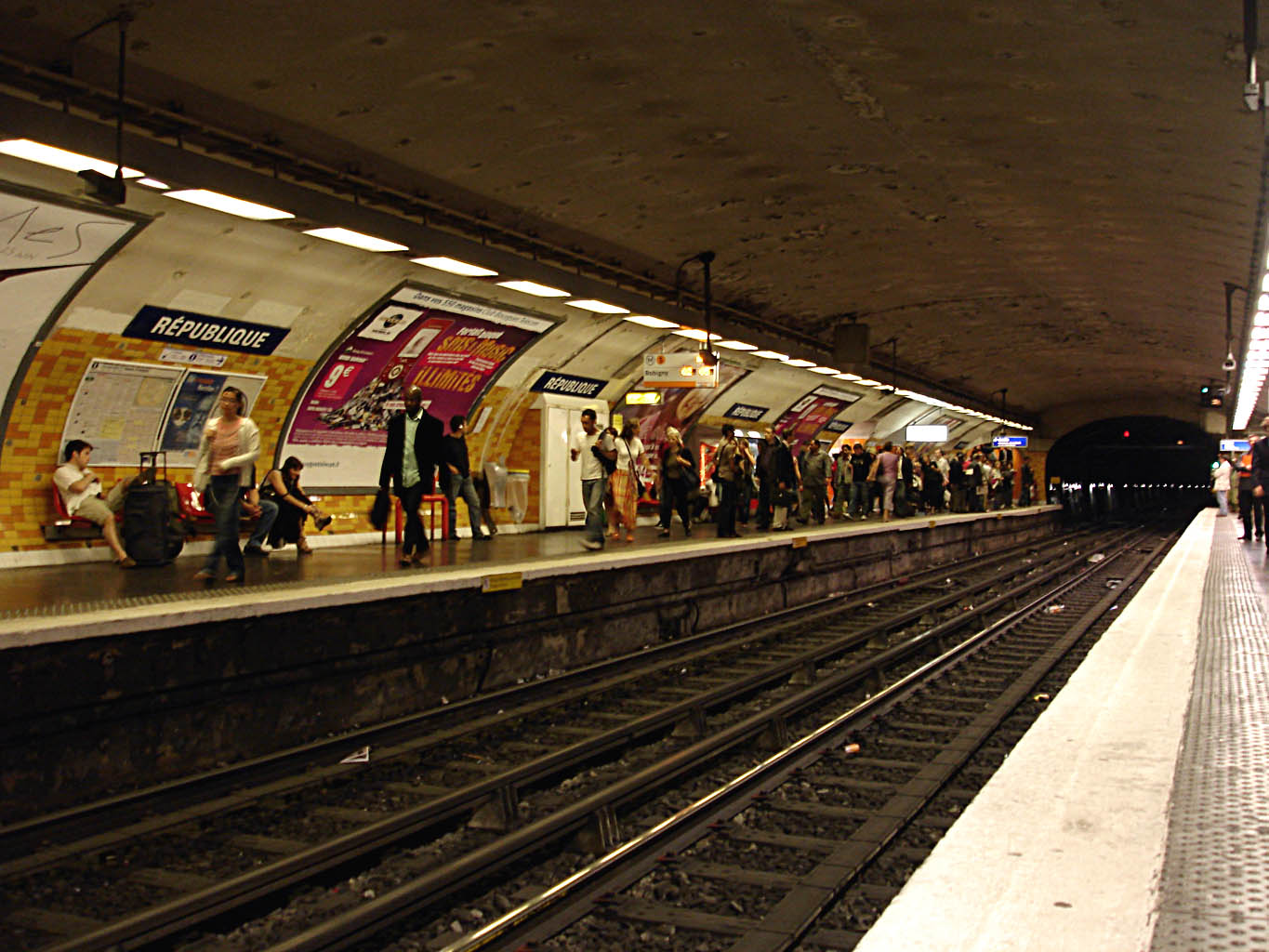
Nástupiště linky 5 na stanici République

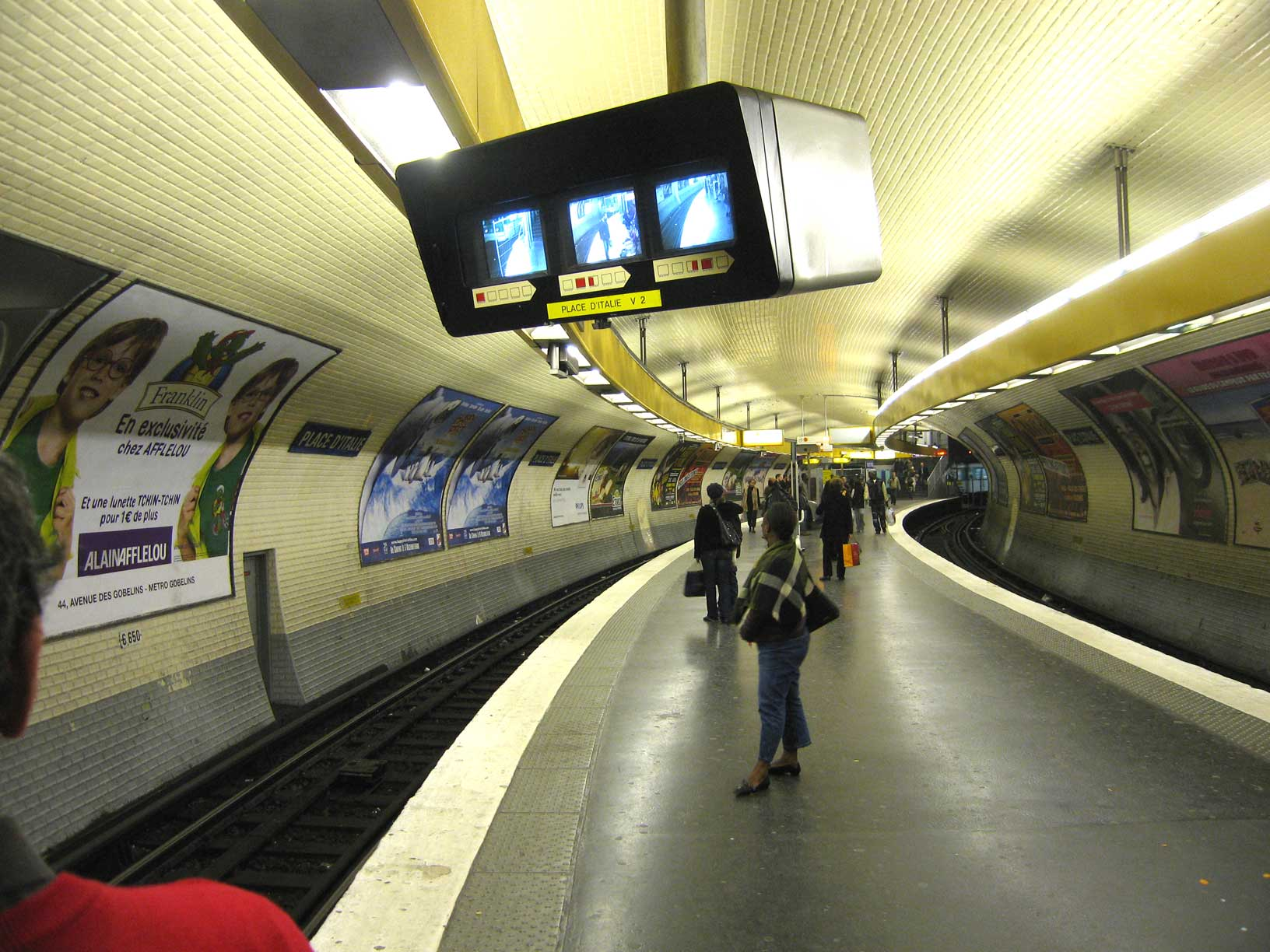
Nástupiště linky 5 na konečné Place d'Italie

Plán linky 5